# Бахрамова Аріна Рахмітдинівна
Арі́на Рахмітди́нівна Бахра́мова (нар. 12 липня 1988) — українська волейболістка, ліберо. Виступає за . Майстер спорту. Гравець національної збірної України.

## Клуби
| Роки      | Команди                             |
| --------- | ----------------------------------- |
| 1998—2004 | «Керкінітида» (м. Євпаторія)        |
| 2004—2008 | «Медуніверситет» (м. Вінниця)       |
| 2008—2010 | «Сєвєродончанка» (м. Сєвєродонецьк) |
|           | «Кряж-Медуніверситет» (м. Вінниця)  |
| 2012—2014 | «Телеком» (м. Баку)                 |

## Досягнення
Чемпіон України (1): 2009.